# Le Policier
Pour plus de détails, voir Fiche technique et Distribution.
Le Policier (en hébreu : השוטר, Ha-shoter) est un film israélien écrit et réalisé par Nadav Lapid, sorti en 2011.

## Synopsis
En Israël, une histoire de combattants : ceux d'une unité de police anti-terroriste, et ceux d'un groupe de jeunes insurgés d'extrême gauche. Un choc en perspective, dans une société minée de l'intérieur.

## Fiche technique
- Titre : Le Policier
- Titre original : השוטר, Ha-shoter
- Réalisation : Nadav Lapid
- Scénario : Nadav Lapid
- Producteur : Itai Tamir
- Musique :
- Montage : Rea Lapid[1]
- Distribution :
- Photo : Shai Goldman
- Costumes : Amit Berlowitz
- Dates de sortie :
  -  9 juillet 2011 (Jerusalem Film Festival)
  -  28 mars 2012

## Distribution
- Yiftach Klein : Yaron, le policier
- Yaara Pelzig : Shira
- Michael Moshonov : Oded
- Menashe Noy : le père d'Oded
- Michael Aloni : Nathanaël, le leader des insurgés
- Gal Hoyberger : Ariel, le policier atteint de cancer
- Meital Barda : Nili, la femme de Yaron (enceinte)
- Shaul Mizrahi : Hila, la mariée
- Rona-Lee Shim'on : le père de la mariée, milliardaire (fortune du sel)
- Ben Adam : Yoram, membre de la bande de Nathanaël

## Distinctions

### Récompenses
- Festival international du film de Jérusalem 2011 : Meilleur scénario et meilleur réalisateur
- Festival international du film de Locarno 2011 : prix spécial du jury
- Festival des trois continents de Nantes 2011 : prix du public